# Plutarchia
Plutarchia is een geslacht van vliesvleugeligen uit de familie Eurytomidae. De wetenschappelijke naam van dit geslacht is voor het eerst geldig gepubliceerd in 1925 door Girault.

## Soorten
Het geslacht Plutarchia omvat de volgende soorten:
- Plutarchia bengalensis Narendran & Padmasenan, 1990
- Plutarchia bicarinativentris Girault, 1925
- Plutarchia carinata Narendran & Padmasenan, 1990
- Plutarchia fronta Narendran, 1994
- Plutarchia gastris Narendran, 1994
- Plutarchia giraulti Subba Rao, 1974
- Plutarchia gracillima (Dalla Torre, 1898)
- Plutarchia hayati Narendran & Padmasenan, 1990
- Plutarchia indefensa (Walker, 1860)
- Plutarchia keralensis Narendran & Padmasenan, 1990
- Plutarchia malabarica Narendran & Padmasenan, 1990
- Plutarchia marginata Narendran & Padmasenan, 1990
- Plutarchia neepalica Narendran, 1994